# Я помню чудное мгновенье (романс)
«Я помню чудное мгновенье» — романс М. И. Глинки на одноимённое стихотворение А. С. Пушкина. Написан в 1840 году для Е. Е. Керн; впервые опубликован в 1842 году. Один из самых известных и исполняемых романсов композитора, входивший в репертуар И. С. Козловского, С. Я. Лемешева, А. В. Неждановой, Е. В. Образцовой и других.

## История

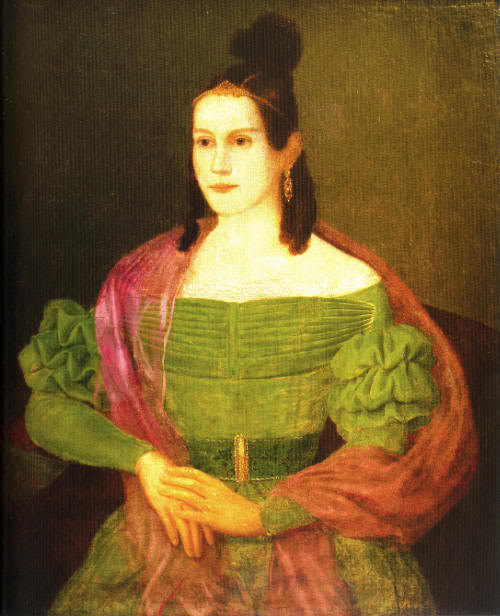
Е. Е. Керн. Портрет неизвестного художника

Весной 1839 года Глинка познакомился с Екатериной Ермолаевной Керн, старшей дочерью Анны Петровны Керн, которой посвящено знаменитое стихотворение А. С. Пушкина «Я помню чудное мгновенье». Встреча с ней произвела на Глинку сильное впечатление; вскоре их сблизили не только общие музыкальные интересы, но и более личные чувства. В своих «Записках» (завершённых в 1855 году) Глинка, вспоминая зиму 1839—1840 года, писал: «Е. К. выздоровела, и я написал для неё вальс на оркестр B-dur . Потом, не знаю по какому поводу, романс Пушкина „Я помню чудное мгновенье“». А. П. Керн, в свою очередь, вспоминала: «Он взял у меня стихи Пушкина, написанные его рукою: „Я помню чудное мгновенье…“, чтобы положить их на музыку, да и затерял их, бог ему прости! Ему хотелось сочинить на эти слова музыку, вполне соответствующую их содержанию, а для этого нужно было на каждую строфу писать особую музыку, и он долго хлопотал об этом». Существует версия, согласно которой сама же Керн и подала композитору идею отказаться в романсе от традиционной куплетной формы, однако известно, что Глинка уже делал это в более ранних своих вокальных сочинениях.
Автограф романса не сохранился; известна лишь запись трёх тактов вокальной партии, сделанная самим композитором в альбоме С. Степанова в 1856 году. Впервые романс был опубликован в 1842 году М. И. Бернардом. Существует расписка Глинки в получении им от Бернарда трёхсот рублей ассигнациями за романсы «Я помню чудное мгновенье» и «Как сладко с тобою мне быть».

## Общая характеристика
Я помню чудное мгновенье:

Передо мной явилась ты,

Как мимолетное виденье,

Как гений чистой красоты.

В томленьях грусти безнадежной,

В тревогах шумной суеты,

Звучал мне долго голос нежный

И снились милые черты.
Т. Н. Ливанова и В. В. Протопопов, называя «Я помню чудное мгновенье» «шедевром классической романсной литературы», отмечают, что это произведение, в котором отразились наиболее характерные черты глинковского стиля, во многом является новаторским для самого жанра романса. Новаторство это заключается в том, что прежде в романсах как самого Глинки, так и его современников передавалось одно настроение, одно чувство, изображался один жизненный эпизод. Повествовательность и развитие были прерогативой баллады как эпического жанра. В романсе же «Я помню чудное мгновенье» представлена последовательность эпизодов и настроений, отражающая целую историю человеческой жизни и любви. И если ранее куплетность романсной формы неизменно довлела над сквозным музыкальным развитием, то Глинка, следуя за стихотворным текстом, стремится найти соответствующую музыкальную форму для каждого пушкинского катрена.
Фортепианное вступление в высоком регистре с его «светлым» звучанием подводит к рассказу о былом, о явлении «дивного образа». Первый куплет, соответствующий первой строфе стихотворения, звучит свободно, легко, окрылённо; приём portamento на словах «мимолётное виденье» передаёт грациозность и эфемерность явленного воспоминанием образа. Второй и в особенности третий куплеты звучат резким контрастом лирическому настроению первого. Так, в третьем куплете музыка отражает «бурь порыв мятежный»: мелодия приобретает взволнованно-речитативный характер; в аккомпанементе, по словам А. Е. Майкапара, «аккорды звучат как учащённые удары пульса…, взметающие короткие гаммаобразные пассажи, словно вспышки молнии». Затем в четвёртом, где говорится о «глуши» и «мраке заточенья», возникает «полная мрачной, стихийной силы мелодия» с тяжёлыми, медленно восходящими интонациями и минорными гармониями; в аккомпанементе же звучат сдержанные, «аскетичные» аккорды. В пятом куплете, со слов «Душе настало пробужденье», на смену тревожному, сумрачному настроению приходит первоначальная светлая мелодия, соответствующая поэтической репризе у Пушкина, — но это не буквальный, а видоизменённый мелодический повтор. И, наконец, кульминацией становится исполненная радостного восторга кода, звучащая на фоне аккомпанемента, передающего «биение сердца в упоении».

## Музыка и текст
В критике устоялось мнение о том, что Глинка в своей музыке сумел достичь уровня поэзии Пушкина. Б. В. Асафьев, говоря о «замечательном романсе» Глинки, пишет, что мелодия достигает в нём «исключительной пластичности и выразительной гибкости и плавности». Она, по словам Асафьева, «плывёт над и вместе с пушкинским стихом, создавая в целом впечатление интонационного единства и слияния напевности звуков, слов и музыки». О нерасторжимости текста и мелодии в сознании слушателя пишет и М. А. Овчинников: «С тех пор, как написан этот романс, почти невозможно отделить пушкинские стихи от музыки Глинки». Большинство исследователей-музыковедов полагают, что музыкальный гений Глинки дополнил и усилил поэтический гений Пушкина: «Поэтический бриллиант получил достойную музыкальную оправу. Вряд ли найдется поэт, который не мечтал бы о таком обрамлении своих творений». Литературный критик Наталья Рубинштейн высказывает прямо противоположное мнение, выражая сомнения не в гениальности музыки Глинки, а в её правомочии быть нерасторжимой с изначальным текстом. Называя «Я помню чудное мгновенье» «русским романсом номер один», она сожалеет о невозможности «услышать этот текст „голым“, не обёрнутым в мелодию», поскольку «стихотворение запето, заиграно, стёрто до полной потери независимости».

## Исполнители
Известно, что сам Михаил Глинка обладал прекрасным голосом и нередко исполнял собственные произведения. А. Н. Серов, вспоминая о том, как Глинка пел «Я помню чудное мгновенье», писал, что в его устах «каждое слово романса было воплощением глубоко поэтической мысли и выливалось легко, свободно в своей артистически-изящной грации и простоте формы».
«Я помню чудное мгновенье» — один из наиболее известных и исполняемых романсов Глинки. В разные годы его исполнителями были И. С. Козловский, С. Я. Лемешев, А. Ф. Ведерников, И. К. Архипова, А. В. Нежданова, Е. В. Образцова, Г. П. Вишневская, Н. Гедда, Б. Р. Гмыря, Ю. А. Гуляев, Е. Е. Нестеренко, З. А. Долуханова, Н. Л. Дорлиак, Л. Г. Чкония и др. Существуют также переложения романса для оркестра.